# Западно-Донецкое каменноугольное общество

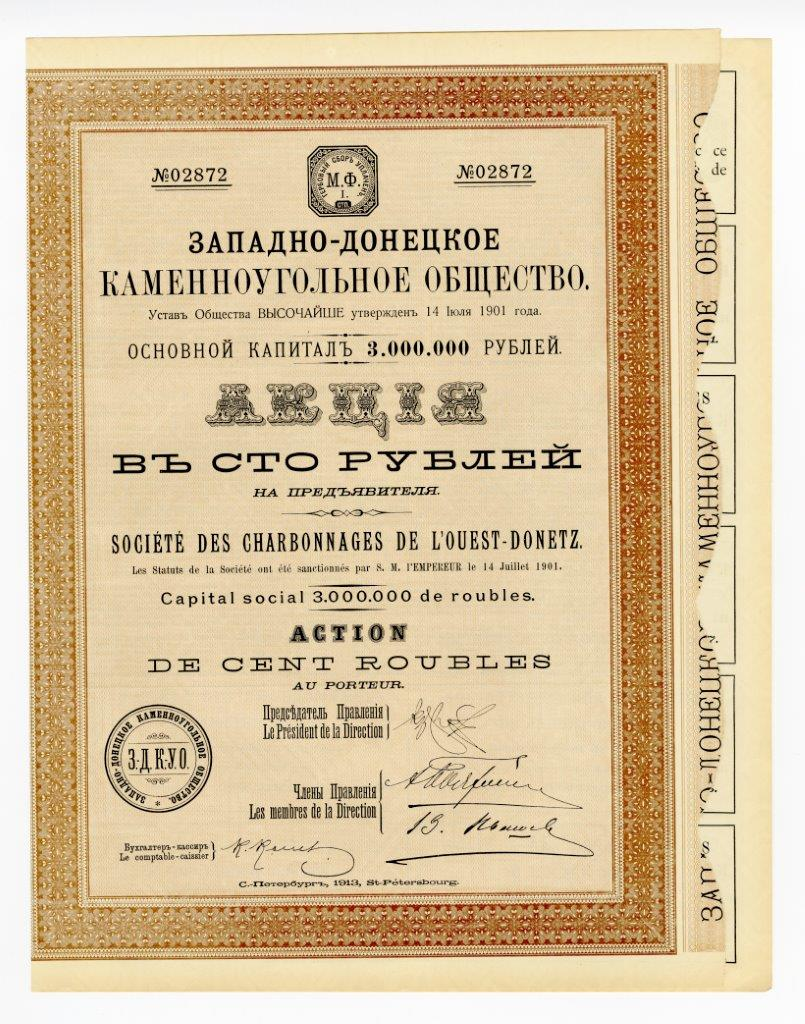
Акция в 100 руб. на предъявителя Западно-Донецкого каменноугольного общества с основным капиталом в 3 млн. руб. С.-Петербург, 1913 г.

Западно-Донецкое каменноугольное общество, как явствует из Высочайше утвержденного 14 июля 1901 г. Устава, учреждено "Для эксплуатации каменноугольных залежей на принадлежащей Обществу крестьян села Гришина земле в Гришинской волости, Бахмутскаго уезда, Екатеринославской губернии, и в принадлежащих Б. А . Коптеву угодьях при деревне Ново-Алексеевке и хуторе Дубровке той же губернии и уезда, а также для эксплуатации таких же залежей в других местностях Екатеринославской губернии и для торговли каменным углем...."
Основной капитал компании, правление которой заседало в Санкт-Петербурге, составлял 3 млн. руб.
Как следует из документов того времени, своим появлением Западно-Донецкое общество обязано известному горному инженеру И.П Табурно, который вместе с инженером В.И. Хлопицким осенью 1899 года провел разведку угольных пластов на землях села в балках Терновой, Сазонова и Глубоком Яру. Ими было установлен, что «бахиревский» пласт несомненно залегает на землях крестьян с. Гришино». Даже при рытье колодца в самом селе на восток от церкви был вскрыт пласт мощностью 0,49 сажени. Помимо «бахиревских» на гришинских землях они обнаружили и т.н. «чунихинские» пласты, «числом два мощностью – один 14 вершков, другой 0,50 сажени». По крестьянским землям пласты проходили «вблизи водокачки ст. Гришино Екатерининской железной дороги». И.П. Табурно пришел к выводу, что «на гришинской земле следует заложить шахту близ разъезда Воиново».
Обществом были построено две шахты. За 1903-1904 гг. добыча составила 293,5 тыс. пудов (около 4,8 тыс. т.) каменного угля, но в 1905 г. рудник фактически простоял (всего 3 тыс. пудов). С 1 июля 1906 по 1 июля 1907 гг. было добыто 533,6 тыс. пудов. Хотя добычная способность рудника к 1907 году оценивалась в 3,5 млн. пудов за весь тот год было выдано на гора чуть больше 1 млн. пудов.

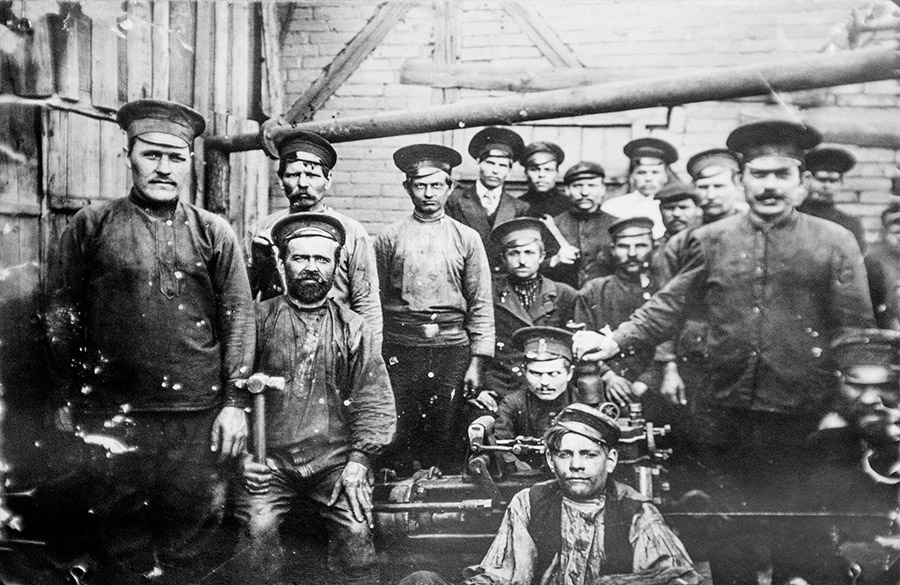
Рабочие рудника Западно-Донецкого каменноугольного общества. Фотография начала XX в.

На 1909 г. рудник Западно-Донецкого каменноугольного общества осваивало 127 горняков, добыча угля возросла до 1,5 млн. пудов. За 1910 год на руднике добыли 1,25 млн. пудов. В 1911 году на руднике работало 92 человека (84 сдельных и 8 поденных). На двух шахтах было добыто 1,3 млн. пудов угля. Продолжительность рабочего дня составляла 9 часов при дневном заработке 2 рубля 10 копеек. Добыча угля производилась 268 дней в году. Содержание одного рабочего обходилась владельцам рудника в 15 рублей 30 копеек (в основном, это затраты на продукты питания).
Тогда на руднике работало 40 семейных горняков. 24 семьи проживали в однокомнатных, шесть — в двухкомнатных, четыре — в трехкомнатных квартирах. Общая жилищная площадь казарм составляла 580 квадратных саженей. За здоровьем шахтеров следил фельдшер. Расходы на врачебную помощь определялись из расчета 5 рублей на одного рабочего в месяц. 12 детей рабочих учились в земской школе, находящейся в четырех верстах от рудника. Уголь на станцию Гришино доставлялся гужевым транспортом (протяженность подъездного пути — 5 верст).
На шахтах рудника разрабатывали три пласта мощностью 14 и 18 вершков. Пласты № 1 и № 2 — уголь спекающийся. Пласт № 3 — уголь жирный, без газа, пламенный II группа. Предполагаемые запасы угля — 1 450 миллион пудов. Шахта № 1 была глубиной 31 сажень. Суточная подъемная способность — 10 тысяч пудов.
Однако работа рудника оставалась нестабильной. За 1913 г. добыча составила только 1,27 млн. пудов при добычной способности 5 миллионов. Количество рабочих к этому времени было 270 человек. В 1914 г. на двух шахтах рудника было добыто около 1,4 млн. пудов угля при общем количество горняков в 176 человек. На производстве использовались 10 электродвигателей (шесть — на водоотливе). Через год добыча возросла уже до 2,7 млн. пудов. Увеличилось и количество рабочих (232 человека). Но 1915 г. Западно-Донецкое общество закончило с убытками в 25 335 руб.
Летом 1917 года местный исполнительный комитет потребовал отстранения управляющего рудником А. П. Сергеева. Недовольства рабочих рудника были вызваны острой нуждой в продовольствии, в крепежном лесе, в керосине и мазуте. Ситуация на руднике осложнялась отсутствием высококвалифицированных рабочих (последствия мобилизации). Конфликт был улажен окружным инженером Л. О. Краевским и Сергеев остался управляющим.
6 сентября 1917 г. Гришинский совет начинает запись в так называемую красную гвардию «для борьбы с контрреволюцией». Такие отряды были созданы по всему Донбассу из числа самых «сознательных и передовых рабочих». Костяк гришинского отряда составили рабочие Западно-Донецкого рудника. Возглавил отряд Г. Т. Таран.
В годы гражданской войны шахты Западно-Донецкого общества были затоплены. В январе 1920 г. были повторно национализированы все рудники и шахты Гришинского угольного района. В том же году создается Гришинская геологоразведочная партия, которую возглавил А. П. Сергеев, а в 1922 г. было создано Гришинское рудоуправление, в состав которого вошел и бывший рудник Западно-Донецкого общества. Последние сведения о руднике относятся к концу 20-х годов прошлого столетия.